# Дубодел, Анатолий Михайлович
Анатолий Михайлович Дубодел (род. 27 октября 1966, Шехмань, Тамбовская область) — российский политик, член Совета Федерации (2001—2004).

## Биография
Окончил историко-социологический факультет Мордовского государственного университета им. Н. П. Огарёва, кандидат исторических наук. До назначения в Совет Федерации — главный эксперт ЗАО «Акционерный коммерческий банк развития «Рострабанк».

### Политическая карьера
В июне 2001 года назначен представителем Администрации Тверской области в Совете Федерации Федерального Собрания РФ. Член Комитета по судебно-правовым вопросам, заместитель председателя Комиссии по контролю за обеспечением деятельности Совета Федерации. В январе 2004 года, после вступления в должность нового главы региона Дмитрия Зеленина, Дубодела сменил Виктор Абрамов.